# Бушардо, Люсьен
Люсье́н Бушардо́ (фр. Lucien Bouchardeau; 18 декабря 1961, Ниамей — 20 февраля 2018, Ниамей) — футбольный судья из Нигера. Арбитр ФИФА с 1993 по 1998 годы.
В 1998 году вошёл в список арбитров чемпионата мира во Франции. На 85-й минуте матча группового этапа между Италией и Чили Бушардо ошибочно назначил пенальти в ворота латиноамериканской сборной, что позволило итальянцам добиться ничьей 2:2. Сразу после игры в интервью итальянской газете он признал свою ошибку и высказал предположение, что больше не будет назначен на матчи турнира. Учитывая, что ФИФА запрещает судьям общаться с прессой о проведённых ими встречах, Бушардо был отстранён и больше не обслуживал матчи под эгидой международной федерации футбола.
Помимо чемпионата мира судил также матчи Кубка конфедераций 1997, Кубка африканских наций 1996 и 1998, а также игры футбольного турнира Олимпиады 1996.
20 декабря 2018 года в возрасте 57 лет Бушардо скончался от сердечного приступа.